# Scott Batty

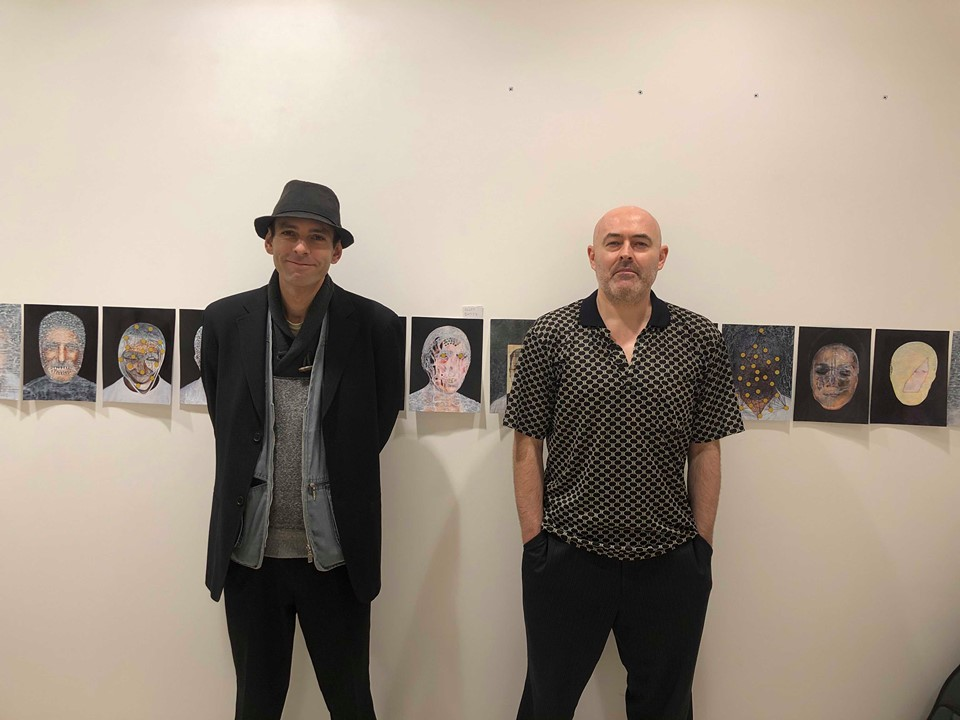
Scott Barry et Jonathan Bougard galerie Hors Champs en 2020

Scott Batty est un peintre, chanteur et poète né en 1968 à Manchester, en Grande-Bretagne.  

## Biographie
Peintre, écrivain, et chanteur avec  The Umbilical Chords  puis Larynx and Claw, Scott Batty a réalisé plusieurs livres d’images et de poèmes.
En 1998 il a fondé la revue SPECTRE (1998-2002) avec Philippe-Antoine Lambert, Pacôme Thiellement, Fabrice Petitjean et Luc Fafournoux. Il a assuré toutes les couvertures de cette épaisse revue élitiste inspirée par le Grand Jeu et les Simplistes, sa direction artistique et l'essentiel des visuels.
Scott Batty est ensuite devenu un artiste discret, très discret et pourtant il a une voix et un travail pictural puissants. Il a exposé début 2020 à Paris à la galerie Hors Champs avec Jonathan Bougard qui a profité de son séjour à Paris pour réaliser « à l’arrache » un petit film. On y entend Scott Batty chanter et on y découvre quelques-uns de ses dessins.

## Expositions
- DIVA STATION, peintures - collages - dessins. Un regard moderne, 10 rue Gît-le-Cœur, 75006 Paris. 2003
- Maname, « petits formats réalisés en techniques mixtes : collages, peinture, stylo-bille etc. » Galerie Bër, Cherbourg 2014[7]
- La Bibliothèque de Babylone[8]. Galerie Corinne Bonnet, Paris 2017[9].
- Jonathan Bougard invite Scott Batty. Galerie Hors Champs, Paris 2020.

## Discographie
- The Umbilical Chords - Demo. 2011
- Larynx And Claw - The Ear Watches, The Eye Listens. 2014
- Larynx And Claw - Snowbones and Baconfields. 2017
- Various - The Nightingale - A Tribute To Julee Cruise. Signora Ward Records 2022.

## Vidéographie
- Scott Batty un anglais à Paris. Documentaire de Jonathan Bougard, In Vivo Prod, TK21 La revue. 2020[13].